# 宇宙開発利用大賞
宇宙開発利用大賞（うちゅうかいはつりようたいしょう）は、宇宙開発利用に関して研究開発や宇宙の利用拡大、日本の宇宙産業の発展に多大な貢献をした人物や団体を表彰し、宇宙開発利用に対して国民の認識と理解を深める目的で開催されているものである。

## 概要
2013年（平成25年）より宇宙開発利用を広く進行する目的で設置された本賞は、内閣府主催の元、総務省・外務省・文部科学省・農林水産省・経済産業省・国土交通省・環境省・防衛省など複数の省が参画している表彰である。
2013年1月に宇宙開発戦略本部によって策定された日本の宇宙基本計画の基本的な方針である「宇宙利用の拡大」と「自立性の確保」に則った形で同年に設立された。それ以降回を重ねた本大賞においても同年（同年度）内に決定された宇宙基本計画に則った形で受賞者が選考されている。
2017年（平成29年）5月に宇宙政策委員会によって策定された「宇宙産業ビジョン2030 第4次産業革命下の宇宙利用創造」において、本大賞の抜本強化が明記された。「宇宙産業ビジョン2030」で示された内容としては、第2回大賞まででは宇宙開発利用に成功した優秀事例のみが選考の対象となっていたが、第3回大賞以降では新たなアイディアの開拓を活性化させる目的で今後成功を目指すベンチャー企業なども選考の対象となった。また、本大賞を受賞した人物や団体について、内閣府による事業化に向けた関連事業者とのマッチングや政府系金融機関による資金援助などのフォローアップが約束された。
更に第3回大賞からは、以前の受賞事例に農林水産分野からの選出があったことや、農林水産分野においても宇宙を活用した事業や研究が活性化することを期待されたため、新たに農林水産大臣賞が新設された。
第6回大賞からは今までの11の大賞に加えて、官公庁の枠に捕われない独創的・挑戦的・先駆的な事例を発掘し、表彰機会を拡大するために選考委員会特別賞が追加された。
また、本大賞の募集を広く周知するためバーチャルYouTuberである宇推くりあとのタイアップ・PRキャラクター就任が2023年10月13日に行われた高市早苗内閣府特命担当大臣定例記者会見にて発表された。

## 募集対象
募集対象は、「宇宙の利用拡大への実績」・「利用拡大につながる可能性が期待できる独創的なアイディアの発案」・「日本の宇宙産業の発展関して重要な技術の保有」・「卓越した研究や開発」・「特筆すべき広報活動や教育普及活動」・「社会問題や安全保障分野における課題解決」などで日本の宇宙開発利用に赫赫たる貢献をした個人や団体である。
ここで選考の対象となる宇宙開発利用に関する貢献には、前回の本大賞から今回の間までなどといった期間的制約は存在しない。
ただし、候補者が国や独立行政法人が発注した製品を納入したのみであった場合は、顕著な貢献をしたとはみなされず選考の対象外となる。

## 審査の観点
審査の観点は宇宙開発利用の創造や市場の拡大、人材育成などの5項目からなり、どれも宇宙利用の振興に結び付いているものである。宇宙開発利用市場の拡大への貢献や、経済・社会の高度化への貢献、宇宙技術への貢献、教育普及活動への貢献についての観点は第1回募集要項案の時点で策定されており、後に既存の分野に捕らわれることのない新たな領域の創造。という審査基準が追加された。

## 募集方法
自薦・他薦を問わない公募方式。

## 候補者・受賞者に必要な資格と受賞の取り消し
候補者や受賞者の国籍に関しては問われないが、日本国内で住居を置いて活動している個人や日本国内の法に則って設立された団体に限定している。
以前に国家機関から表彰された経歴がある場合は、すべての賞において選考対象から外されている。ただし、以前に本大賞を受賞していた場合は本賞の中で受賞歴のある賞のみ選考から除外される。同一回での同一人物による複数受賞は行われない。
禁固刑以上の刑暦を有する者及び受賞後禁固刑以上の刑暦を有した者は、選考から外れると共に、すでに受賞していた場合は受賞取り消し・表彰状の返却を求められる。

## 表彰の種類
内閣総理大臣賞
極めて顕著な功績があったと認められる事例（1件）
内閣府特命担当大臣（宇宙政策）賞
特に顕著な功績があったと認められる事例（1件）
総務大臣賞
情報通信の発展、地域の振興等の視点から特に顕著な功績があったと認められる事例（1件）
外務大臣賞
平和で安全な国際社会の維持、良好な国際環境の整備及び国際協力の推進等の視点から特に顕著な功績があったと認められる事例（1件）
文部科学大臣賞
科学技術・学術の振興等の視点から特に顕著な功績があったと認められる事例（1件）
農林水産大臣賞
農林水産分野における宇宙開発利用の推進の視点から特に顕著な功績があったと認められる事例（1件）（第3回大賞より新設）
経済産業大臣賞
宇宙産業の振興の視点から特に顕著な功績があったと認められる事例（1件）
国土交通大臣賞
国土交通分野における宇宙開発利用の推進の視点から特に顕著な功績があったと認められる事例（1件）
環境大臣賞
地球環境保全、公害の防止、自然環境の保護及びその他の環境の保全の視点から特に顕著な功績があったと認められる事例（1件）
防衛大臣賞
防衛分野における宇宙開発利用の推進、宇宙空間の安定的利用の視点から、防災を含む国民の安心・安全への寄与に特に顕著な功績があったと認められる事例（1件）
宇宙航空研究開発機構理事長賞
宇宙開発利用の技術の観点から顕著な功績があったと認められる事例（1件）
選考委員会特別賞
以上の賞に該当しないものの独創的・挑戦的・先駆的な宇宙開発利用を推進する観点から顕著な功績があったと認められる事例（3件以内）（第6回大賞より新設）

## 選考方法
JAXA及び関係各省で予備選考を経たのち、有識者等で構成される選考委員会によって審査・選考、受賞者の選出が行われる。

## 選考委員会委員

### 平成25年度第1回宇宙開発利用大賞選考委員会選考委員
（この節の出典：）
|          | 選考委員氏名 | 役職                                                           |
| -------- | ------------ | -------------------------------------------------------------- |
| 委員長   | 中須賀 真一  | 東京大学大学院工学系研究科・教授                               |
| 選考委員 | 秋山 演亮    | 和歌山大学宇宙教育研究所所長・特任教授                         |
| 選考委員 | 神武 直彦    | 慶應義塾大学大学院システムデザイン・マネジメント研究科・准教授 |
| 選考委員 | 東嶋 和子    | 科学ジャーナリスト、筑波大学・非常勤講師                       |
| 選考委員 | 椋田 哲史    | 日本経済団体連合会・常務理事                                   |
| 選考委員 | 前原 正臣    | 内閣府宇宙戦略室参事官                                         |
| 選考委員 | 久恒 達宏    | 総務省情報通信国際戦略局宇宙通信政策課長                       |
| 選考委員 | 柳 孝        | 文部科学省研究開発局宇宙開発利用課長                           |
| 選考委員 | 武藤 寿彦    | 経済産業省製造産業局航空機武器宇宙産業課宇宙産業室長           |
| 選考委員 | 吉田 正彦    | 国土交通省総合政策局技術政策課長                               |
| 選考委員 | 辻原 浩      | 環境省地球環境局総務課研究調査室長                             |
| 選考委員 | 小野 功雄    | 防衛省防衛政策局防衛政策課防衛政策企画官                       |
| 選考委員 | 倉崎 高明    | 宇宙航空研究開発機構総務部長                                   |

### 平成27年度第2回宇宙開発利用大賞選考委員会選考委員
（この節の出典：）
|          | 選考委員氏名 | 役職                                                           |
| -------- | ------------ | -------------------------------------------------------------- |
| 委員長   | 中須賀 真一  | 東京大学大学院工学系研究科航空宇宙工学専攻教授                 |
| 選考委員 | 石田 真康    | A.T.カーニー株式会社プリンシパル                               |
| 選考委員 | 神武 直彦    | 慶應義塾大学大学院システムデザイン・マネジメント研究科・准教授 |
| 選考委員 | 柴崎 亮介    | 東京大学空間情報科学研究センター教授                           |
| 選考委員 | 知野 恵子    | 読売新聞東京本社編集局企画委員                                 |
| 選考委員 | 根本 勝則    | 日本経済団体連合会常務理事                                     |
| 選考委員 | 林 春男      | 国立研究開発法人防災科学技術研究所理事長                       |
| 選考委員 | 末富 理栄    | 内閣府宇宙戦略室参事官                                         |
| 選考委員 | 山内 智生    | 総務省情報通信国際戦略局宇宙通信政策課長                       |
| 選考委員 | 齋藤 敦      | 外務省総合外交政策局宇宙室長                                   |
| 選考委員 | 堀内 義規    | 文部科学省研究開発局宇宙開発利用課長                           |
| 選考委員 | 恒藤 晃      | 経済産業省製造産業局航空機武器宇宙産業課宇宙産業室長           |
| 選考委員 | 吉田 正彦    | 国土交通省総合政策局技術政策課長                               |
| 選考委員 | 竹本 明生    | 環境省地球環境局総務課研究調査室長                             |
| 選考委員 | 末永 広      | 防衛省防衛政策局戦略企画課長                                   |
| 選考委員 | 松浦 直人    | 国立研究開発法人宇宙航空研究開発機構新事業促進部長             |

### 平成29年度第3回宇宙開発利用大賞選考委員会選考委員
（この節の出典：）
|          | 選考委員氏名 | 役職                                                          |
| -------- | ------------ | ------------------------------------------------------------- |
| 委員長   | 柴﨑 亮介    | 東京大学空間情報科学研究センター教授                          |
| 選考委員 | 遠藤 典子    | 慶應義塾大学大学院政策・メディア研究科 特任教授               |
| 選考委員 | 久貝 卓      | 日本商工会議所 常務理事                                       |
| 選考委員 | 神武 直彦    | 慶應義塾大学大学院システムデザイン・マネジメント研究科 准教授 |
| 選考委員 | 篠原 ともえ  | アーティスト・デザイナー                                      |
| 選考委員 | 土田 誠行    | 株式会社産業革新機構 専務取締役                               |
| 選考委員 | 山崎 直子    | 宇宙飛行士                                                    |

その他内閣府、総務省、外務省、文部科学省、農林水産省、経済産業省、国土交通省、環境省、防衛省、宇宙航空研究開発機構からなる委員。（非公開）

### 令和元年度第4回宇宙開発利用大賞選考委員会選考委員
（データなし）

### 令和3年度第5回宇宙開発利用大賞選考委員会選考委員
（この節の出典：）
|          | 選考委員氏名 | 役職                                                               |
| -------- | ------------ | ------------------------------------------------------------------ |
| 委員長   | 中須賀 真一  | 東京大学大学院工学系研究科・教授                                   |
| 選考委員 | 青木 英剛    | 一般社団法人 Space Port Japan 共同創業者/理事 宇宙エバンジェリスト |
| 選考委員 | 石田 真康    | A.Tカーニー株式会社 ディレクター                                   |
| 選考委員 | 神武 直彦    | 慶應義塾大学大学院 システムデザイン・マネジメント研究科教授        |
| 選考委員 | 柴崎 亮介    | 東京大学空間情報科学研究センター 教授                              |
| 選考委員 | 元村 有希子  | 毎日新聞論説副委員長                                               |
| 選考委員 | 山崎 直子    | 宇宙飛行士                                                         |
| 選考委員 | 恒藤 晃      | 内閣府宇宙開発戦略推進事務局 参事官                                |
| 選考委員 | 山口 真吾    | 総務省国際戦略局 宇宙通信政策課長                                  |
| 選考委員 | 倭島 岳彦    | 外務省国際戦略局 宇宙・海洋安全保障政策室長                        |
| 選考委員 | 福井 俊英    | 文部科学省研究開発局 宇宙開発利用課長                              |
| 選考委員 | 松本 賢英    | 農林水産省大臣官房政策課 技術政策室長                              |
| 選考委員 | 伊奈 康二    | 経済産業省製造産業局 航空機武器宇宙産業課宇宙産業室                |
| 選考委員 | 伊藤 真澄    | 国土交通省総合政策局技術政策課長                                   |
| 選考委員 | 河村 玲央    | 環境省地球環境局総務課 脱炭素化イノベーション研究調査室長          |
| 選考委員 | 中野屋 壮吾  | 防衛省防衛政策局 戦略企画課宇宙・海洋政策室長                      |
| 選考委員 | 鈴木 裕介    | 国立研究開発法人宇宙航空研究開発機構 チーフエンジニア室室長        |

### 令和6年度第6回宇宙開発利用大賞選考委員会選考委員
（この節の出典：）
|            | 選考委員氏名 | 役職 |
| ---------- | ------------ | --- |
| 委員長     | 中須賀 真一  | 東京大学大学院工学系研究科教授                                                                                  |
| 選考委員   | 青木 英剛    | 一般社団法人 Space Port Japan 共同創業者/理事 宇宙エバンジェリスト                                              |
| 選考委員   | 秋山 文野    | サイエンスライター(宇宙開発分野) 文部科学省宇宙開発利用部会臨時委員                                             |
| 選考委員   | 小川 尚子    | 一般社団法人日本経済団体連合会 産業技術本部長                                                                   |
| 選考委員   | 神武 直彦    | 慶應義塾大学大学院 システムデザイン・マネジメント研究科教授 宇宙サービスイノベーションラボ 事業協同組合代表理事 |
| 選考委員   | 中西 美和    | 慶應義塾大学理工学部管理工学科教授                                                                              |
| 選考委員   | 山崎 直子    | 宇宙飛行士 |
| 委員長代理 | 山口 真吾    | 内閣府宇宙開発戦略推進事務局 参事官                                                                             |
| 選考委員   | 扇 慎太郎    | 総務省国際戦略局 宇宙通信政策課長                                                                               |
| 選考委員   | 塚田 淳      | 外務省外交政策局 宇宙・海洋安全保障政策室長                                                                     |
| 選考委員   | 上田 光幸    | 文部科学省研究開発局 宇宙開発利用課長                                                                           |
| 選考委員   | 齊賀 大昌    | 農林水産省大臣官房政策課 技術政策室長                                                                           |
| 選考委員   | 伊奈 康二    | 経済産業省製造産業局 航空機武器宇宙産業課宇宙産業室長                                                           |
| 選考委員   | 川村 竜児    | 国土交通省総合政策局 技術政策課長                                                                               |
| 選考委員   | 岡野 祥平    | 環境省地球環境局総務課 気候変動観測研究戦略室長                                                                 |
| 選考委員   | 中野屋 壮吾  | 防衛省防衛政策局 戦略企画参事官付宇宙・海洋政策室長                                                             |
| 選考委員   | 辻本 健士    | 国立研究開発法人宇宙航空研究開発機構 チーフエンジニア室長                                                       |

## 受賞事例
（この節の出典：）

### 第1回大賞受賞事例
科学技術館サイエンスホールにて授賞式開催（2013年10月10日）
| 賞名                                                                                  | 事例名 | 受賞団体・受賞者                                                  |
| ------------------------------------------------------------------------------------- | --- | ----------------------------------------------------------------- |
| 内閣総理大臣賞 【授与者：山本 一太 内閣府特命担当大臣（宇宙政策）】                   | 宇宙を利用した漁場探索技術の確立と衛星利用海況情報の提供                                                     | 一般社団法人漁業情報サービスセンター                              |
| 内閣府特命担当大臣（宇宙政策）賞 【授与者：山本 一太 内閣府特命担当大臣（宇宙政策）】 | 準天頂衛星のLEX補強信号を利用した納期ガイダンス・自動走行システム                                            | 日立造船株式会社、神崎 政之・林 稔 国立大学法人北海道大学、野口伸 |
| 総務大臣賞 【授与者：新藤 義孝 総務大臣】                                             | 準天頂衛星に関する研究と提案                                                                                 | 独立行政法人情報通信研究機構、田中正人・木村和弘                  |
| 文部科学大臣賞 【授与者：櫻田 義孝 文部科学大臣】                                     | 高校生から大学院生までを対象とした「衛星設計コンテスト」による、宇宙の啓蒙と次世代宇宙工学技術者等の育成事業 | 衛星設計コンテスト実行委員会                                      |
| 経済産業大臣賞 【授与者：磯﨑 仁彦 経済産業大臣政務官】                               | 宇宙環境技術に関する産学官連携研究と国際標準化に関する活動                                                   | 国立大学法人九州工業大学宇宙環境技術ラボラトリー                  |
| 国土交通大臣賞 【授与者：難波 喬司 国土交通省大臣官房技術総括審議官】                 | 宇宙からの降雨観測技術の研究開発                                                                             | 鳥取環境大学、岡本 謙一                                           |
| 防衛大臣賞 【授与者：武田 良太 防衛副大臣】                                           | Xバンド衛星通信中継機能等の整備・運用事業                                                                    | スカパーJSAT株式会社                                              |
| 宇宙航空研究開発機構理事長賞 【授与者：奥村 直樹 宇宙航空研究開発機構理事長】         | 大気圏再突入観測システム「i-Ball」の開発・製造                                                               | 株式会社IHIエアロスペース、牧野 隆・森崎 浩武・杉村 文隆          |

### 第2回大賞受賞事例
一橋講堂にて授賞式開催（2016年3月22日）
| 賞名                                                                                    | 事例名                                                       | 受賞団体・受賞者                                                                |
| --------------------------------------------------------------------------------------- | ------------------------------------------------------------ | ------------------------------------------------------------------------------- |
| 内閣総理大臣賞 【授与者：島尻 安伊子 内閣府特命担当大臣（宇宙政策）】                   | 全世界デジタル3D地図提供サービス                             | 株式会社エヌ･ティ･ティ･データ 一般財団法人リモート･センシング技術センター       |
| 内閣府特命担当大臣（宇宙政策）賞 【授与者：島尻 安伊子 内閣府特命担当大臣（宇宙政策）】 | 地球観測衛星データを活用した天候インデックス保険の開発       | 損害保険ジャパン日本興亜株式会社 損保ジャパン日本興亜リスクマネジメント株式会社 |
| 総務大臣賞 【授与者：松下 新平 総務副大臣】                                             | 国産静止衛星プラットフォームDS2000による商用市場展開         | 三菱電機株式会社                                                                |
| 外務大臣賞 【授与者：武藤 容治 外務副大臣】                                             | 国連宇宙空間平和利用委員会本委員会議長としての活動           | 国立研究開発法人宇宙航空研究開発機構、堀川 康                                   |
| 文部科学大臣賞 【授与者：冨岡 勉 文部科学副大臣】                                       | 大学生・大学院生による実践的な宇宙開発の環境整備             | UNISON（UNISEC Student Organization） UNISAS（UNISEC Alumni Association）       |
| 経済産業大臣賞 【授与者：星野 剛士 経済産業大臣政務官】                                 | リチウムイオン電池による人工衛星電源の小型・軽量・長寿命化   | 株式会社ジーエス・ユアサ テクノロジー、今村 文隆・岩本 達也・瀬川 全澄          |
| 国土交通大臣賞 【授与者：江島 潔 国土交通省大臣政務官】                                 | 防災・減災用GNSS計測技術の開発と計測情報サービスの提供       | 国立大学法人山口大学、清水 則一 shamen-net研究会                                |
| 環境大臣賞 【授与者：平口 洋 環境副大臣】                                               | ブラジル国における衛星レーダ技術を使った違法伐採低減への貢献 | 一般社団法人リモート･センシング技術センター、小野 誠                            |
| 防衛大臣賞                                                                              | 該当なし                                                     |                                                                                 |
| 宇宙航空研究開発機構理事長賞 【授与者：遠藤 守 宇宙航空研究開発機構理事長】             | 宇宙用高精度角度検出器の開発                                 | 多摩川精機株式会社 スペーストロニックス研究所                                   |

### 第3回大賞受賞事例
イイノホールにて授賞式開催（2018年3月20日）
| 賞名                             | 事例名                                                       | 受賞団体・受賞者                                                                            |
| -------------------------------- | ------------------------------------------------------------ | ------------------------------------------------------------------------------------------- |
| 内閣総理大臣賞                   | ほどよしプロジェクトによる超小型衛星産業化・国際連携への貢献 | 国立大学法人東京大学、中須賀 真一 ほどよしプロジェクトチーム                                |
| 内閣府特命担当大臣（宇宙政策）賞 | 宇宙の視点から、命を守る～GPSとスマホの山岳地帯での活用～    | 株式会社ヤマップ、春山 慶彦                                                                 |
| 総務大臣賞                       | 国宇宙天気予報システムの開発と運用を通じた社会への貢献       | 国立研究開発法人情報通信研究機構                                                            |
| 外務大臣賞                       | 国際連合と連携した宇宙能力構築のための留学生事業             | 国立大学法人九州工業大学                                                                    |
| 文部科学大臣賞                   | 無重力による筋萎縮に有効な機能性宇宙食の開発                 | 国立大学法人徳島大学、二川 健                                                               |
| 農林水産大臣賞                   | 衛星情報を利用したブランド米の生産支援                       | 地方独立行政法人青森県産業技術センター、境谷 栄二・小野 浩之 青森県農林水産部、井上 貴裕    |
| 経済産業大臣賞                   | 超小型衛星群による毎日全地球観測インフラ「AxelGlobe」の構築  | 株式会社アクセルスペース                                                                    |
| 国土交通大臣賞                   | みちびき対応多周波マルチGNSS高精度受信機及びIMUの開発        | マゼランシステムズジャパン株式会社                                                          |
| 環境大臣賞                       | 沿岸域生態系保全のための広域な藻場・干潟分布状況の把握       | 三洋テクノマリン株式会社、北野 慎容 一般財団法人リモート・センシング技術センター、佐川 龍之 |
| 防衛大臣賞                       | 該当なし                                                     |                                                                                             |
| 宇宙航空研究開発機構理事長賞     | 膜展開式軌道離脱装置の開発および宇宙実証                     | 株式会社中島田鉄工所 国立大学法人東北大学、桒原 聡文                                        |

### 第4回大賞受賞事例
| 賞名                             | 事例名                                                       | 受賞団体・受賞者 |
| -------------------------------- | ------------------------------------------------------------ | --- |
| 内閣総理大臣賞                   | 小型光通信装置SOLISSによる宇宙通信インフラ構築への貢献       | 株式会社ソニーコンピュータサイエンス研究所、岩本 匡平・伊藤 大二 国立研究開発法人宇宙航空研究開発機構、澤田 弘崇                    |
| 内閣府特命担当大臣（宇宙政策）賞 | 民間企業単独で開発したロケットとして我が国初の宇宙空間到達   | インターステラテクノロジズ株式会社                                                                                                  |
| 総務大臣賞                       | 能代宇宙イベントを中核とした地方活性化と人材育成・企業協力   | 秋田県能代市 |
| 外務大臣賞                       | UNISEC-Globalによる国際的宇宙教育・啓発活動                  | UNISEC-Global、川島 レイ |
| 文部科学大臣賞                   | 宇宙線を活用した巨大物体の内部イメージング                   | 国立大学法人名古屋大学、森島 邦博                                                                                                   |
| 農林水産大臣賞                   | 空から診る精密農業 クラウド型営農支援サービス「天晴れ」      | 国際航業株式会社 |
| 経済産業大臣賞                   | 土砂崩れ災害検出など、衛星データへのAI解析事業               | 株式会社Ridge-i |
| 国土交通大臣賞                   | 先端情報通信技術によるリアルタイムひまわりデータ可視化アプリ | 特定非営利活動法人太陽放射コンソーシアム、中島 映至 国立研究開発法人情報通信研究機構、村田 健史 株式会社ウェザーニューズ、森田 清輝 |
| 環境大臣賞                       | G空間情報技術を活用した地域防災システムの研究開発と社会実装  | 九州大学大学院工学研究院附属アジア防災研究センター、三谷 泰浩 九州大学大学院 工学研究院 社会基盤部門、岡島 裕樹 株式会社パスコ      |
| 防衛大臣賞                       | 該当なし                                                     | |
| 宇宙航空研究開発機構理事長賞     | アジア諸国への超小型衛星技術教育と実利用ネットワークの構築   | 国立大学法人北海道大学大学院理学研究院 国立大学法人東北大学大学院工学研究科                                                         |

### 第5回大賞受賞事例
| 賞名                             | 事例名                                                      | 受賞団体・受賞者                                                                       |
| -------------------------------- | ----------------------------------------------------------- | -------------------------------------------------------------------------------------- |
| 内閣総理大臣賞                   | 小型SAR衛星コンステレーションによる準リアルタイムデータ提供 | 株式会社QPS研究所、大西 俊輔                                                           |
| 内閣府特命担当大臣（宇宙政策）賞 | ELSA-dによるスペースデブリへの接近・捕獲の軌道上実験        | 株式会社アストロスケール、飯塚 清太                                                    |
| 総務大臣賞                       | 宇宙アバターの技術活用に向けた宇宙-地上間のアバター技術実証 | avatarin株式会社、深堀 昂 国立研究開発法人宇宙航空研究開発機構、市川 千秋              |
| 外務大臣賞                       | 国連宇宙空間平和利用委員会法律小委員会議長としての活動      | 慶應義塾大学大学院、青木 節子                                                          |
| 文部科学大臣賞                   | 衛星・陸域水循環融合システムToday’s Earthの開発             | 国立大学法人東京大学、芳村 圭・馬 文超 国立研究開発法人宇宙航空研究開発機構、山本 晃輔 |
| 農林水産大臣賞                   | 衛星データを活用した「宇宙ビッグデータ米 宇宙と美水」の開発 | 株式会社天地人、櫻庭 康人 株式会社神明、古満 考雄 株式会社笑農和、下村 豪徳            |
| 経済産業大臣賞                   | 超人類史上初の自律ロボットによる宇宙組み立て作業の成功      | GITAI Japan株式会社、上月 豊隆・植田 亮平・中ノ瀬 翔                                   |
| 国土交通大臣賞                   | 該当なし                                                    |                                                                                        |
| 環境大臣賞                       | SDGs課題と環境変化を衛星で発見「GRASP EARTH」               | 株式会社Ridge-i                                                                        |
| 防衛大臣賞                       | 該当なし                                                    |                                                                                        |
| 宇宙航空研究開発機構理事長賞     | 超小型衛星の環境試験を通じた宇宙新規参入の支援と人材育成    | 九州工業大学超小型衛星試験センター                                                     |

### 第6回大賞受賞事例
| 賞名                             | 事例名                                                       | 受賞団体・受賞者                                                                     |
| -------------------------------- | ------------------------------------------------------------ | ------------------------------------------------------------------------------------ |
| 内閣総理大臣賞                   | 衛星データを活用した土壌分析技術及び農地区画化技術の提供     | サグリ株式会社、坪井 俊輔                                                            |
| 内閣府特命担当大臣（宇宙政策）賞 | 小型SAR衛星コンステレーションによる国内外への事業展開        | 株式会社Synspective、新井 元行                                                       |
| 総務大臣賞                       | 宇宙と国産通信技術を用いた森林火災早期検知システムの国際展開 | ソニーグループ株式会社、木村 学・堀井 昭浩                                           |
| 外務大臣賞                       | 該当なし                                                     |                                                                                      |
| 文部科学大臣賞                   | 高専発の超小型衛星開発を通した次世代宇宙人材育成の展開       | 高知工業高等専門学校、今井 一雅                                                      |
| 農林水産大臣賞                   | 衛星×AIを活用した「MiteMiru森林」の提供                      | 株式会社パスコ 、島崎 康信・小谷野 開多                                              |
| 経済産業大臣賞                   | 宇宙ビジネスの全体促進と産業エコシステム形成にむけた取り組み | 一般社団法人SPACETIDE                                                                |
| 国土交通大臣賞                   | 大規模地物変化検出AIによる地理変化や紛争地域の分析活用       | 株式会社Ridge-i、柳原 尚史・市來 和樹・畠山 湧                                       |
| 環境大臣賞                       | カタール政府環境省への海洋オイル漏れ検知サービス提供         | スカパーJSAT株式会社、平田 大輔 伊藤忠商事株式会社、荒巻 裕史                        |
| 防衛大臣賞                       | 宇宙状況把握(SSA)システムの開発                              | 宇宙航空研究開発機構 追跡ネットワーク技術センター                                    |
| 宇宙航空研究開発機構理事長賞     | 「水」を推進剤とした推進機の軌道上作動成功                   | 株式会社Pale Blue、浅川 純                                                           |
| 選考委員会特別賞                 | 海と宇宙、測位・センシング・通信技術で前進する漁業を日本から | オーシャンソリューションテクノロジー株式会社、水上 陽介                              |
| 選考委員会特別賞                 | 衛星データを活用した漏水リスク管理業務システムの開発・提供   | 株式会社天地人 、櫻庭 康人                                                           |
| 選考委員会特別賞                 | 超小型探査機による地球ー月圏における軌道制御技術の実証       | 宇宙航空研究開発機構・東京大学、船瀬 龍 東京大学、川端 洋輔 EQUULEUS開発・運用チーム |